# Tappert

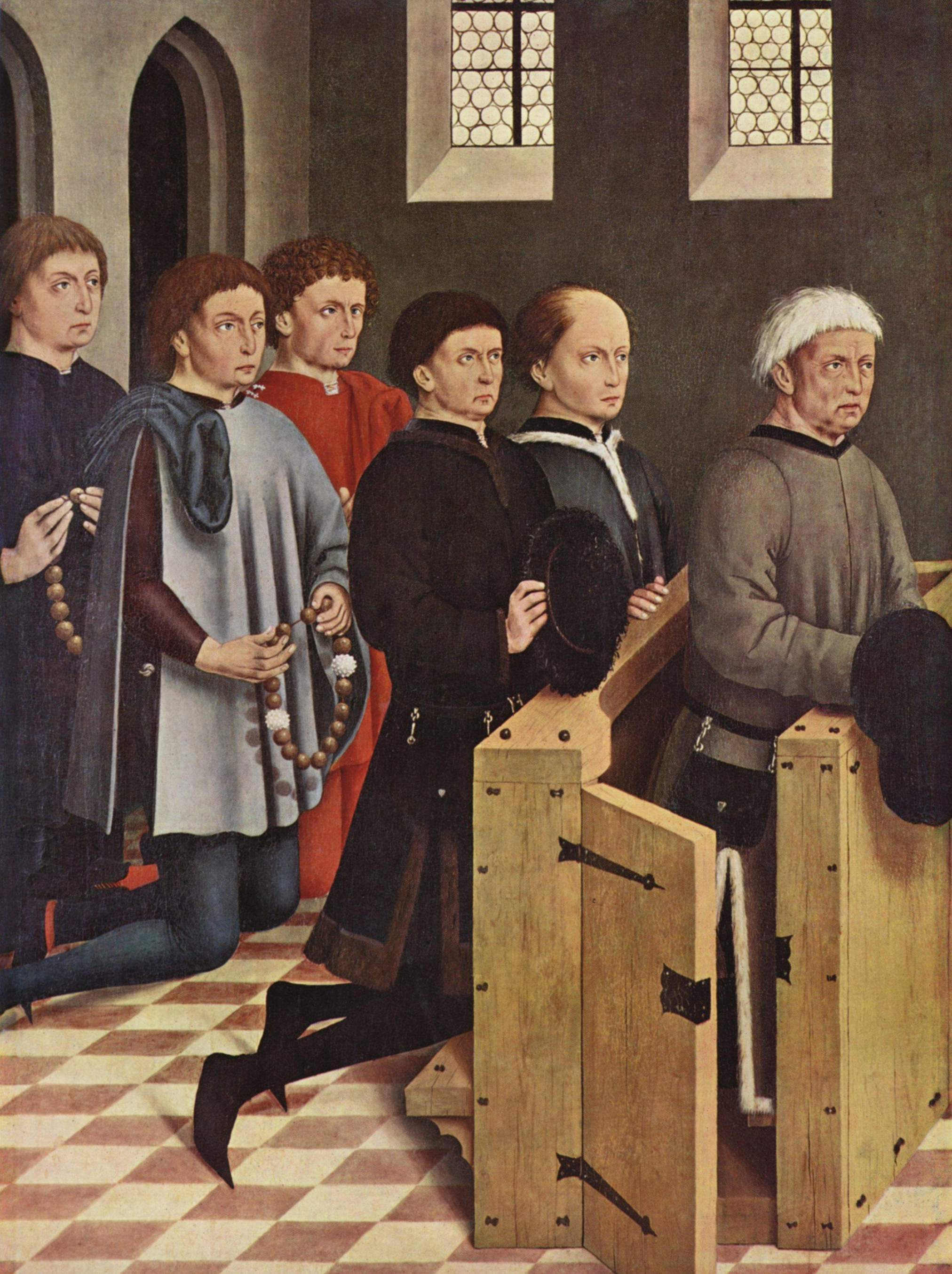
Jakob Fuchsart und seine Söhne tragen Tapperte (Hochaltarretabel von St. Georg in Nördlingen, etwa 1462–1465)

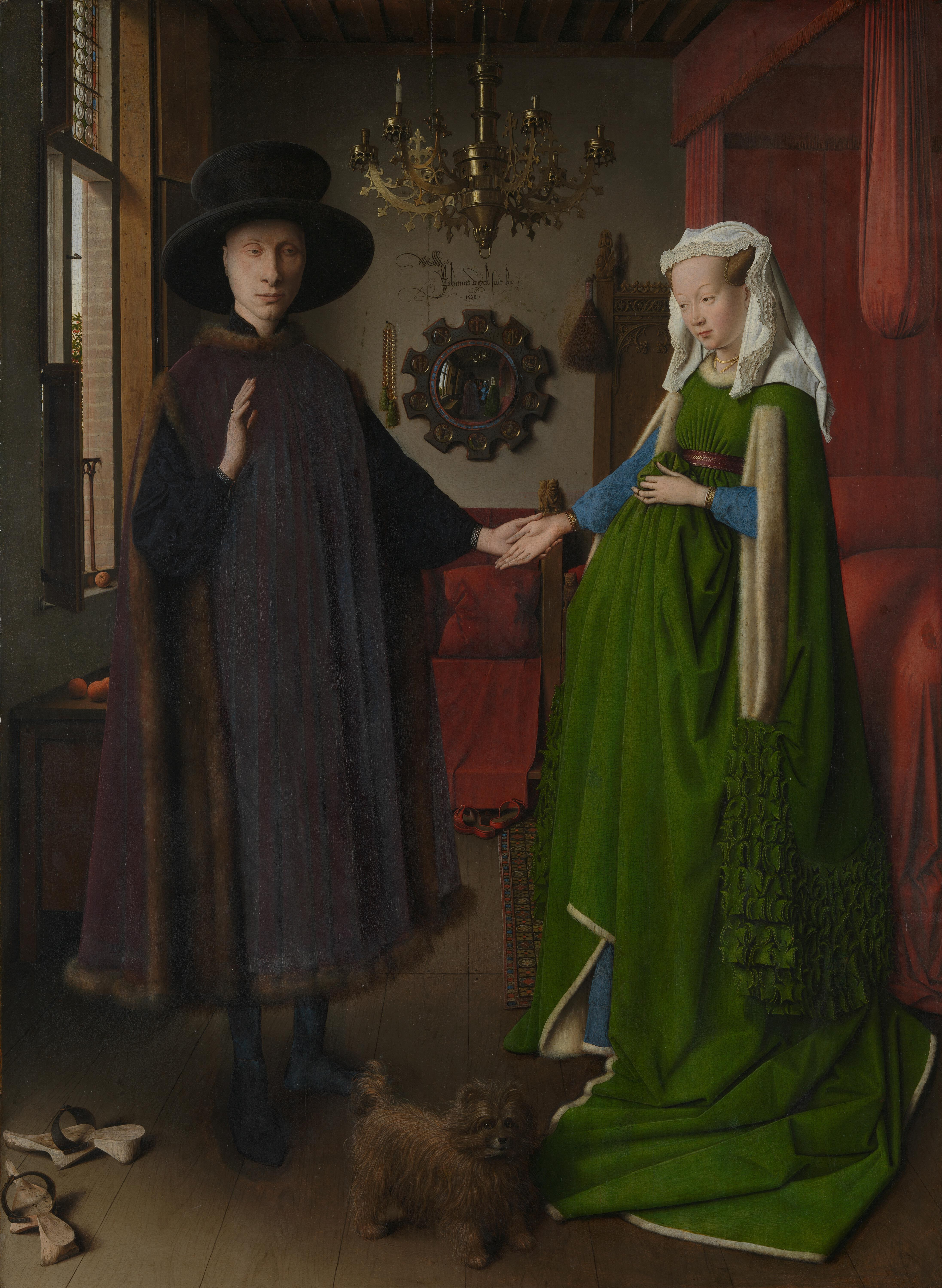
Giovanni Arnolfini trägt einen Tappert (Van Eyck: Arnolfini Hochzeitsbild 1434)

Der Tappert (auch Tapphart, Taphart, Tabard, Daphart, frz. tabard, span. tabardo, it. tabarro) ist ein rockähnliches Gewand des Mittelalters, das ab dem 13. Jahrhundert, von Männern besonders häufig jedoch Anfang des 14. Jahrhunderts getragen wurde, als die Mode zu stoffreichen Gewändern überging. Das Gewand ist mit dem Wappenrock verwandt und in der Tendenz vorne geschlossen, auch wenn kurze Schlitze am Halsausschnitt vorkommen können. Der Tappert wird als Vorgänger der Schaube betrachtet, die ihn als vorne offenes Kleidungsstück im letzten Viertel des 15. Jahrhunderts immer mehr ablöste. Trotzdem wurde der Tappert bis ins 16. Jahrhundert getragen. Ein besonderes Exemplar war die spanische Variante, die mit einer Kapuze versehen war. Zuweilen werden zu Unrecht die Gewandformen Tappert und die Houppelande aus Frankreich und Burgund als Synonyme gehandhabt.
Es gab verschiedene Varianten in unterschiedlichen Formen, die einiges gemeinsam haben, sich aber oft auch unterscheiden. Auch wurden sehr viele verschiedene Stoffe und kostbare Materialien zu seiner Herstellung verwendet.

## Männliche Form
Im Gegensatz zum Tabbard genannten Mantel der Frauen hatte der Männertappert lange Armüberhänge. An den Seiten war er von der Taille bis hinab zum Knie aufgeschlitzt. Die Kanten waren mit Zaddeln verziert oder häufig mit reichlich Pelz besetzt, verbrämt und gefüttert.
Der Tappert wurde in zahlreichen Varianten getragen, halblang und lang, ärmellos und an den Seiten offen, mit weiten Armschlitzen oder mit Ärmeln von vielfältiger, umfangreicher Form. Fast immer waren die Kanten fellumrandet, oft war nicht nur der Rumpf, sondern auch die Ärmel pelzgefüttert, ob sie nun lose als offene Flügel herabhingen, Beutel- oder Tütenform hatten oder wie im fortschreitenden 15. Jahrhundert von gleichmäßiger Weite waren. In der ersten Hälfte des 15. Jahrhunderts wandelten sich die Ärmelschnitte, die im Wesentlichen den modischen Wandel des Tapperts ausmachten, die Art der Rundum-Pelzverbrämung blieb jedoch gleich, sie trug zusammen mit reichem oder schlichterem Stoff wesentlich zur dekorativen Wirkung bei. Für höherwertige Mäntel wurden häufig Marderfelle verwendet, Feh, das Fell des grau/weißen russischen Eichhörnchens, war ein weiteres häufiges Futter- und Besatzmaterial. Für weniger kostspielige Teile nahm man Marderkehlen oder andere Pelzstücken sowie preiswertere Fellarten, zum Beispiel Fuchsfelle. Zobel- und Hermelinfell war durch Kleiderordnungen nicht nur den einfachen Bürgern, sondern auch Freiherren und Reichsbaronen verboten.
Für die französisch-niederländische Tracht waren elegante pelzverbrämte Tapperte kennzeichnend. Das Herzogtum Burgund (1361–1477) war einer der blühendsten Staaten und ein kulturelles Zentrum und auch in der Mode tonangebend für die damalige europäische Gesellschaft. Ihr Einfluss reichte nicht nur bis in das benachbarte Deutschland, sondern war noch in Italien deutlich zu sehen. Aus der französisch-niederländischen Tracht stammen die übermäßig sich erweiternden Ärmel, wie Karl VI. von Frankreich sie, mit Hermelin gefüttert, bis auf die Erde reichend, trug.
In Italien scheint für den Tappert die Bezeichnung giornea üblich gewesen zu sein. Von der burgundischen Mode beeinflusst war er ein halblanger, in dichte Röhrenfalten gelegter Mantel mit von den Schultern herabfallenden, ebenfalls gefältelten Ärmelüberhängen. Auch hier fehlte eigentlich nie die Verbrämung an den Rändern aus den verschiedensten Pelzarten.
Mit dem Wappen des Lehnsherrn versehen war der Tappert die offizielle Tracht der Herolde.

## Weibliche Form
Die weibliche Form des Tapperts, der Tabbard, hatte meist kurze Ärmel und wurde durch einen Gürtel in der Taille zusammengehalten. Dabei fällt das Gewand unten in viele kleine Falten. Da der Tabbard bis über die Füße reicht, musste er beim Gehen hochgehoben werden, die hintere Schleppe wird nachgeschleift. An den Ärmeln konnten verschiedene Ärmel angeknüpft werden, beispielsweise die beliebten seidigen, noch aus der 1. Jahrhunderthälfte abgeleiteten Flügelärmel, die bis zum Boden reichten.